# Oviglio
Oviglio (italià), J'Ovij o J'Oij (piemontès) és un municipi al territori de la província d'Alessandria, a la regió del Piemont (Itàlia). Limita amb els municipis d'Alessandria, Bergamasco, Borgoratto Alessandrino, Carentino, Castellazzo Bormida, Felizzano, Incisa Scapaccino, Masio i Solero. Pertanyen al municipi les frazioni de Rampina i Regione Boschi.